# Thomas Hobbs (prêtre)
Thomas Hobbs († 1509) est doyen de Windsor de 1507 à 1509.

## Carrière
Thomas Hobbs occupe la fonction d'aumônier du roi de 1494 à 1509, période durant laquelle il est nommé au poste de directeur (en) du All Souls College d'Oxford en 1499. Après avoir occupé la charge de doyen de la chapelle Saint-Étienne de Westminster en 1504, Thomas Hobbs est nommé doyen de Windsor (il était auparavant chanoine à la chapelle Saint-Georges, huitième stalle), poste qu'il occupe jusqu'à sa mort en 1509.